# Skrutacja
Skrutacja – metoda czytania Biblii z wykorzystaniem odnośników biblijnych do innych ksiąg. Termin pochodzi od łacińskiego słowa scrutatio („badanie”).  
Podstawą dla metody skrutacji jest zasada „Pismo wyjaśnia samo siebie”. Według tej zasady istotne dla wierzącego fragmenty Biblii są powiązane ze sobą, a czytając je i porównując można zrozumieć przesłanie, które Biblia kryje. Jako podstawę biblijną podaje się: „Badacie [skrutujecie] Pisma, ponieważ sądzicie, że w nich zawarte jest życie wieczne: to one właśnie dają o Mnie świadectwo.” (J 5,39)
W tradycji katolickiej skrutacja służy lepszemu rozumieniu przesłania tekstu oraz wykorzystywana jest w modlitwie i medytacji biblijnej (lectio divina), między innymi we wspólnotach Drogi Neokatechumenalnej. 
W tradycji protestanckiej odnośniki do innych ksiąg mają przede wszystkim znaczenie wyjaśniające. Zgodnie z zasadą sola scriptura, protestanckie wydania Biblii najczęściej nie mają komentarzy o charakterze teologicznym.
Do skrutacji wymagane jest specjalne wydanie Biblii, opracowane redakcyjnie w taki sposób, że dla większości wersetów zdefiniowano wersety powiązane w innych miejscach Biblii. Popularnym katolickim wydaniem Biblii wykorzystywanym w skrutacji jest Biblia jerozolimska. Odnośniki przydatne w skrutacji stosuje również inny przekład Biblii z języków oryginalnych – Biblia Paulistów.